# DC Comics – Legenda o Batmanovi
DC Comics – Legenda o Batmanovi je série komiksů v pevné vazbě vydávaných se 14denní periodicitou ve spolupráci společností De Agostini, Eagelmoss Collections, DC Comics a BB Art. Plánovaný rozsah kolekce je 80 čísel. 
Původní verze série pochází z Francie, poté následovaly např. v Maďarsku, Británii nebo v Španělsku. 
Po krachu mateřské společnosti Eaglemoss  začátkem července 2022 se vydávání knih zastavilo, kniha 22 plánovaná na 27. června 2022 byla vydána až v říjnu 2022. 

## Seznam knih
Pořadí a názvy dosud nevydaných knih se mohou měnit.
| Číslo | Svazek | Český název                    | Originální název                 | Obsah | Datum vydání       |
| ----- | ------ | ------------------------------ | -------------------------------- | --- | ------------------ |
| 1     | 1      | Batman: Rok Nula               | Batman: Zero Year                | Batman (vol. 2) #21–26 | 23. srpna 2021     |
| 2     | 2      | Batman: Rok Nula               | Batman: Zero Year                | Batman (vol. 2) #27, 29–33 | 6. září 2021       |
| 3     | 58     | Zrozen k zabíjení              | Born to Kill                     | Batman and Robin (vol. 2) #1–8 | 20. září 2021      |
| 4     | 56     | Tváře smrti                    | Faces of Death                   | Detective Comics (vol. 2) #1–7 | 4. října 2021      |
| 5     | 54     | Soví tribunál                  | The Court of Owls                | Batman (vol. 2) #1-7 | 18. října 2021     |
| 6     | 55     | Soví město                     | The City of Owls                 | Batman (vol. 2) #8-12 | 1. listopadu 2021  |
| 7     | 43     | Batman znovuzrozený            | Batman Reborn                    | Batman and Robin (vol. 1) #1-6 | 15. listopadu 2021 |
| 8     | 51     | Případ Dawn Goldenové          | Golden Dawn                      | Batman: The Dark Knight (vol. 1) #1-5 | 29. listopadu 2021 |
| 9     | 31     | Joker                          | Joker                            | Joker | 20. prosince 2021  |
| 10    | 76     | Konec hry                      | Endgame                          | Batman (vol. 2) #35-40 | 29. prosince 2021  |
| 11    | 34     | Detektiv                       | Detective                        | Detective Comics #821-824, 826 | 10. ledna 2022     |
| 12    | 60     | Temné děsy                     | Knight Terrors                   | Batman: The Dark Knight (vol. 2) #1-8 | 24. ledna 2022     |
| 13    | 59     | Perla                          | Pearl                            | Batman and Robin (vol. 2) #0, 9-14 | 7. února 2022      |
| 14    | 4      | Blouznivý rytíř                | Haunted Knight                   | Legends of the Dark Knight Halloween Special #1 - Choices, #2 - Madness, #3 - Ghosts                                                                 | 21. února 2022     |
| 15    | 40     | Tajné případy                  | Private Casebook                 | Detective Comics #841-845 + "Adelok Adelok" z Infinite Halloween Special #1                                                                          | 7. března 2022     |
| 16    | 42     | R.I.P.                         | R.I.P.                           | Batman #676-681 | 21. března 2022    |
| 17    | 3      | Oběť                           | Prey                             | Legends of the Dark Knight #11-15 | 4. dubna 2022      |
| 18    | 68     | Hřbitovní směna                | Graveyard Shift                  | Batman (vol. 2) #18-20, 34, Batman Annual #2 a příběh "Dvacet sedm" z Batman Detective Comics (vol. 2) #27                                           | 25. dubna 2022     |
| 19    | 44     | Batman vs. Robin               | Batman vs. Robin                 | Batman and Robin (vol. 1) #7-12 | 16. května 2022    |
| 20    | 5      | Temné vítězství                | Dark Victory                     | Batman: Dark Victory #0-6 | 6. června 2022     |
| 21    | 6      | Temné vítězství                | Dark Victory                     | Batman: Dark Victory #7-13 | 24. října 2022     |
| 22    | 62     | Smrt rodiny                    | Death of the Family              | Batman (vol. 2) #13-15; Catwoman (vol. 4) #13-14; Nightwing (vol. 3) #15                                                                             | 2. listopadu 2022  |
| 23    | 63     | Smrt rodiny                    | Death of the Family              | Nightwing (vol. 2) #16; Batman (vol. 2) #16-17; Batman and Robin (vol. 2) #15-17                                                                     | 30. listopadu 2022 |
| 24    | 48     | Batman a Robin musí zemřít     | Batman and Robin Must Die        | Batman and Robin (vol. 1) #13-16; Batman: The Return #1                                                                                              | 14. prosince 2023  |
| 25    | 8      | Neal Adams, kniha první        | Batman Neal Adams                | Batmanovy příběhy z World's Finest Comics #175-176 a The Brave and the Bold #79-84                                                                   | 28. prosince 2023  |
| 26    | 53     | Brány Gothamu                  | Gates of Gotham                  | Batman: Gates of Gotham #1-5; Detective Comics Annual #12; Batman Annual #28                                                                         | 11. ledna 2023     |
| 27    | 61     | Kruh násilí                    | Cycle of Violence                | Batman: The Dark Knight (vol. 2) #0, 10-15 | 25. ledna 2023     |
| 28    | 77     | Supertíha                      | Superheavy                       | Batman (vol. 2) #41-46; Annual #4; příběh "Nováček" z Divergence FCBD Special Edition #1                                                             | 8. února 2023      |
| 29    | 78     | Květy zla                      | Bloom                            | Batman (vol. 2) #47-52 | 22. února 2023     |
| 30    | 67     | Rekviem za Damiana             | Requiem for Damian               | Batman and Robin (vol. 2) #18–23 | 8. března 2023     |
| 31    | 9      | Neal Adams, kniha druhá        | Batman Neal Adams                | The Brave and the Bold #85–86, 93; Detective Comics #395, 397, 400, 402, 404, 408; Batman #219                                                       | 20. března 2023    |
| 32    | 29     | Policista pod palbou           | Officer Down                     | Batman #587; Robin #86; Birds of Prey (vol. 1) #27; Catwoman #90; Nightwing #53; Detective Comics #754; Batman: Gotham Knights #13                   | 3. dubna 2023      |
| 33    | 46     | Čas a Batman                   | Time and the Batman              | Batman #682–683, 700–702 | 19. dubna 2023     |
| 34    | 47     | Návrat Bruce Wayna             | The Return of Bruce Wayne        | Batman: The Return of Bruce Wayne #1–6 | 3. května 2023     |
| 35    | 14     | Soumrak Temného rytíře: Prolog | Knightfall: Prologue             | Batman: Sword of Azrael #1–4; Batman #488; Batman: Vengeance of Bane #1                                                                              | 17. května 2023    |
| 36    | 15     | Soumrak Temného rytíře         | Knightfall                       | Batman #489–494; Detective Comics #659–660 | 31. května 2023    |
| 37    | 16     | Soumrak Temného rytíře         | Knightfall                       | Batman #495–497; Detective Comics #661–664 | 14. června 2023    |
| 38    | 17     | Soumrak Temného rytíře         | Knightfall                       | Batman #498–500; Detective Comics #665–666; Showcase '93 #7–8                                                                                        | 28. června 2023    |
| 39    | 18     | Poslání Temného rytíře         | Knightquest                      | Batman #501–505; Catwoman #6-7; Shadow of the Bat #25;                                                                                               | 11. července 2023  |
| 40    | 19     | Poslání Temného rytíře         | Knightquest                      | Batman #506–508; Batman: Shadow of the Bat #26–28; Detective Comics #674–675                                                                         | 26. července 2023  |
| 41    | 20     | Poslání Temného rytíře         | Knightquest                      | Justice League Task Force #5-6; Batman: Shadow of the Bat #21–23; Batman: Legends of the Dark Knight #59–61                                          | 9. srpna 2023      |
| 42    | 21     | Konec Temných rytířů           | KnightsEnd                       | Robin #7; Batman #509; Batman: Shadow of the Bat #29; Detective Comics #676; Batman: Legends of the Dark Knight #62                                  | 23. srpna 2023     |
| 43    | 22     | Konec Temných rytířů           | KnightsEnd                       | Robin #8-9; Catwoman #12; Batman #510; Batman: Shadow of the Bat #30; Detective Comics #677; Batman: Legends of the Dark Knight #63; Showcase 94 #10 | 6. září 2023       |
| 44    | 74     | Hon na Robina                  | The Hunt for Robin               | Batman and Robin (vol. 2) #29–34; Robin Rises: Omega #1                                                                                              | 20. září 2023      |
| 45    | 10     | Neal Adams, kniha třetí        | Batman Neal Adams                | Detective Comics #410; Batman #232, 234, 237, 243–245, 251, 255                                                                                      | 4. října 2023      |
| 46    | 36     | Smrt a město                   | Death and The City               | Detective Comics #827–828, 831, 833–834, 837 | 18. října 2023     |
| 47    | 64     | Imperátor Penguin              | Emperor Penguin                  | Detective Comics (vol. 2) #13–17 | 1. listopadu 2023  |
| 48    | 71     | Imperátor Penguin              | Emperor Penguin                  | Detective Comics (vol. 2) #18–21 | 15. listopadu 2023 |
| 49    | 65     | Ďáblova hvězda                 | Demon Star                       | Batman Incorporated (vol. 2) #0–5 | 29. listopadu 2023 |
| 50    | 66     | Nehledanější muž v Gothamu     | Gotham's Most Wanted             | Batman Incorporated (vol. 2) #6–10, 12–13 | 13. prosince 2023  |
| 51    | 73     | Spálené mosty                  | The Big Burn                     | Batman and Robin (vol. 2) #24–28, Annual #2 | 27. prosince 2023  |
| 52    | 13     | Smrt v osamění                 | A Lonely Place of Dying          | Batman #440–442; The New Titans #60–61 | 10. ledna 2024     |
| 53    | 75     | Robin povstal                  | Robin Rises                      | Batman and Robin (vol. 2) #35–40; Robin Rises: Alpha #1                                                                                              | 24. ledna 2024     |
| 54    | 23     | Katastrofa                     | Cataclysm                        | Detective Comics #719–720; Shadow of the Bat #73; Nightwing #19; Batman #553; Azrael #40; Catwoman #56                                               | 7. února 2024      |
| 55    | 24     | Katastrofa                     | Cataclysm                        | Batman #554; Nightwing #20; Shadow of the Bat #74; Robin #52; Batman Chronicles #12; Batman: Blackgate – Isle of Men #1                              | 21. února 2024     |
| 56    | 25     | Katastrofa                     | Cataclysm                        | Batman: Spoiler / Huntress – Blunt Trauma #1; Catwoman #57; Detective Comics #721; Robin #53; Batman: Arkham Asylum – Tales of Madness #1            | 6. března 2024     |
| 57    | 37     | Vzkříšení Ra'se Al Ghula       | The Resurrection of Ra's al Ghul | Batman #670, Annual #26; Robin #168, Annual #7; Nightwing #138                                                                                       | 20. března 2024    |
| 58    | 38     | Vzkříšení Ra'se Al Ghula       | The Resurrection of Ra's al Ghul | Batman #671; Robin #169; Nightwing #139; Detective Comics #838–840                                                                                   | 3. dubna 2024      |
| 59    | 26     | Země nikoho                    | No Man's Land                    | Batman: No Man’s Land #1; Shadow of the Bat #83, 87; Legends of the Dark Knight #119; Detective Comics #730, 734; Batman #563, 567                   | 17. dubna 2024     |
| 60    | 27     | Země nikoho                    | No Man's Land                    | Shadow of the Bat #88; Legends of the Dark Knight #120; Detective Comics #735–736, 738–739; Batman #568, 571–572                                     | 1. května 2024     |
| 61    | 28     | Země nikoho                    | No Man's Land                    | Shadow of the Bat #93–94; Legends of the Dark Knight #125–126; Detective Comics #740–741; Batman #573–574                                            | 15. května 2024    |
| 62    | 49     | Batman s.r.o., kniha první     | Batman Incorporated              | Batman Incorporated (vol. 1) #1–5 | 29. května 2024    |
| 63    | 69     | Šílený                         | Mad                              | Batman: The Dark Knight (vol. 2) #16–21, Annual #1                                                                                                   | 12. června 2024    |
| 64    | 50     | Batman s.r.o., kniha druhá     | Batman Incorporated              | Batman Incorporated (vol. 1) #6–8; Batman Incorporated: Leviathan Strikes #1                                                                         | 26. června 2024    |
| 65    | 70     | Proměny                        | Clay                             | Batman: The Dark Knight (vol. 2) #22–29 | 10. července 2024  |
| 66    | 32     | Pod červenou maskou            | Under the Red Hood               | Batman #645–650, Annual #25 | 24. července 2024  |
| 67    | 33     | Tváří v tvář                   | Face the Face                    | Detective Comics #817–820; Batman #651–654 | 7. srpna 2024      |
| 68    | 52     | Dům Ticha                      | The House of Hush                | Batman: Streets of Gotham #12-14, 16–21 | 21. srpna 2024     |
| 69    | 7      | Hrůza                          | Terror                           | Batman: Legends of the Dark Knight #137–141 | 4. září 2024       |
| 70    | 11     | Zloba                          | The Wrath                        | Batman Special #1; Batman Confidential #13–16 | 18. září 2024      |
| 71    | 79     | Damian: Batmanův syn           | Damian - Son of Batman           | Damian: Son of Batman #1–4; Batman #666 | 2. října 2024      |
| 72    | 80     | Rok 100                        | Year 100                         | Batman: Year 100 #1–4 | 16. října 2024     |
| 73    | 41     | Srdce Ticha                    | Heart of Hush                    | Detective Comics #846–850 | 30. října 2024     |
| 74    | 45     | Ulice Gothamu                  | Streets of Gotham                | Batman: Streets of Gotham #1–4, 7, 10–11 | 13. listopadu 2024 |
| 75    | 57     | Zastrašovací taktiky           | Scare Tactics                    | Detective Comics (vol. 2) #8–12, Annual #1 | 27. listopadu 2024 |
| 76    | 30     | Cizíma očima                   | Blink                            | Batman: Legends of the Dark Knight #156–158, 164–167                                                                                                 | 11. prosince 2024  |
| 77    | 12     | Smrt v rodině                  | A Death In The Family            | Batman #426–429 | 23. prosince 2024  |
| 78    | 35     | Batman a syn                   | Batman and Son                   | Batman #655–658, 663–665 |                    |
| 79    | 39     | Černá rukavice                 | Black Glove                      | Batman #667–669, 672–675 |                    |
| 80    | 72     | Gothtopie                      | Gothtopia                        | Detective Comics (vol. 2) #25–29 |                    |

## Tituly, které nevyšly v ČR
V následující tabulce se nachází seznam knih, které byly v české mutaci kompletu vynechány. Před vydáním kompletu však česky vyšly u jiného vydavatele.
| Název (česky)                | Název (anglicky)                      | Obsah                                                | České vydání (název, vydavatel, rok)                   |
| ---------------------------- | ------------------------------------- | ---------------------------------------------------- | ------------------------------------------------------ |
| Návrat Temného rytíře        | The Dark Knight Returns               | The Dark Knight Returns #1–4                         | Batman: Návrat Temného Rytíře (Crew, 2003, 2012, 2021) |
| Černé zrcadlo, kniha první   | Black Mirror 1                        | Detective Comics #871–875                            | Batman: Černé zrcadlo (Crew, 2021)                     |
| Černé zrcadlo, kniha druhá   | Black Mirror 2                        | Detective Comics #876–881                            | Batman: Černé zrcadlo (Crew, 2021)                     |
| Muž, který se smál & Kameňák | The Man Who Laughs & The Killing Joke | Batman: The Man Who Laughs; Batman: The Killing Joke | Batman: Kameňák a další příběhy (Crew, 2013)           |
| Rok jedna                    | Year One                              | Batman #404–407; Batman Chronicles #19               | Batman: Rok jedna (Crew, 2007)                         |

## Premiérové nabídky pro předplatitele
Pořadí a názvy dosud nevydaných knih se mohou měnit.
| Číslo | Český název           | Svazek | Obsah | Datum vydání  |
| ----- | --------------------- | ------ | --- | ------------- |
| 1     | Bruce Wayne: Vrah?    | 1      | Detective Comics #742–753; Batman: Turning Points #1–5 | 3. srpna 2023 |
| 2     | Bruce Wayne: Vrah?    | 2      | Detective Comics #755–766; Batman: The 10-Cent Adventure #1; Nightwing #65; Batgirl (vol. 1) #24, Superman (vol. 2) #168; Robin #98; Batman: Gotham Knight #25; Birds of Prey (vol. 1) #39 | 2023          |
| 3     | Bruce Wayne: Uprchlík | 1      | Detective Comics #767–770; Batman #599–602; Nightwing #66–68; Batgirl (vol. 1) #27; Batman: Gotham Knights #26–29; Robin #99; Birds of Prey #40–41                                         | 2024          |
| 4     | Bruce Wayne: Uprchlík | 2      | Nightwing #69; Birds of Prey #43; Batman #603–607; Detective Comics #771–775; Batgirl (vol. 1) #29, 33; Batman: Gotham Knights #30–32; Azrael: Agent of the Bat #91–92                     | 2024          |